# Luzulaspis caricicola
Luzulaspis caricicola är en insektsart som först beskrevs av Karl Hermann Leonhard Lindinger 1957.  Luzulaspis caricicola ingår i släktet Luzulaspis och familjen skålsköldlöss. Inga underarter finns listade i Catalogue of Life.